# Rhaegal (dragón)
Rhaegal  es un dragón que aparece en la serie de novelas Canción de hielo y fuego,  de George R. R. Martin. Es eclosionado por Daenerys Targaryen junto con sus dos hermanos Viserion y Drogon. Fue nombrado en memoria del difunto Rhaegar Targaryen.

## Descripción
Rhaegal es descrito como el más pequeño y perezoso de los tres dragones, pues siempre está enroscado y durmiendo plácidamente. Sus escamas son de color verde y bronce, al igual que sus ojos. Su llama es de un fuego amarillo-naranja atravesado por vetas de color verde. Sus dientes y garras son negros.

## Historia
En la boda de Daenerys Targaryen y el dothraki Khal Drogo, el mercader de Pentos, Illyrio Mopatis, le regala a Daenerys tres huevos de dragón petrificados como regalo de bodas.
La bruja Mirri Maz Duur le dice a Daenerys que para crear vida se debía entregar vida. Cuando la bruja, en venganza por la masacre de su pueblo, mata al hijo de Daenerys, Rhaego, esta la quema viva en una pira junto con el cuerpo de Khal Drogo y los tres huevos de dragón, para después entrar ella misma al fuego. Al día siguiente Daenerys sale ilesa y con los tres dragones nacidos. Desde entonces es llamada como la "Madre de Dragones".
Cuando llegan a la ciudad de Qarth, la gente queda impresionada por los tres dragones. Poco después, Rhaegal y sus hermanos son secuestrados por los Eternos, brujos de la ciudad. Daenerys decide rescatar a sus "hijos" entrando en la Casa de los Eternos. Cuando ella es atacada por los Eternos, Rhaegal y sus hermanos defienden a su "madre" permitiendo que puedan escapar y dañando la estructura al mismo tiempo.
En la Bahía de los Esclavos, Jhiqui libera a Rhaegal para que ataque a los esclavistas después de que Daenerys comprara los Inmaculados y los alzara contra sus antiguos amos.
Mientras tanto, en Poniente y otras regiones del mundo, empiezan a llegar historias sobre los dragones y una hermosa y joven reina.
Los dragones comienzan a crecer salvajes y comportarse mal. Rhaegal muerde a Irri.
Cuando Drogon supuestamente mata y se come a una niña llamada Hazzea. Daenerys hace que Rhaegal y Viserion sean encadenados y encerrados en una bóveda bajo la ciudad. A la hora de encadenar a Rhaegal tienen mayores dificultares que con Viserion porque, a pesar de los gruesos muros, oye los rugidos de su hermano. El dragón se resiste a la hora de encadenarlo, retorciéndose y lanzando dentelladas. Seis hombres sufren graves quemaduras, pero al final consiguen encerrar a la bestia.
Cuando el príncipe dorniense Quentyn Martell intenta robar y domar los dragones encerrados, Rhaegal lo quema vivo. Después de derretir las puertas de hierro, escapa y crea su nuevo nido en la negra Pirámide de Yherizan.
Ser Barristan Selmy señala que hasta el momento Rhaegal ha demostrado ser más peligroso que su hermano Viserion.

## Adaptación televisiva
En la serie Game of Thrones, Rhaegal es el dragón verde y es creado a través de CGI (Imagen generada por computadora)..
En el tercer episodio de la octava temporada, Jon Snow a lomos de Rhaegal protagoniza la llamada "Danza de Dragones", con el fin de acabar con su hermano ahora caminante blanco Viserion, quien lo comandaba el Rey de la Noche; ambos dragones se hirieron, hasta la oportuna aparición de Drogon y Daenerys quienes al hacer caer al rey de la noche del dragón ponen fin a la pelea, cayendo también Rhaegal, sin fuerzas por sus heridas.
En el cuarto capítulo de la octava temporada, malherido llega volando a Rocadragón junto con su Hermano Drogon y su madre Daenerys, es embestido por tres lanzas gigantes propulsadas por Euron Greyjoy quien los esperaba con su flota desde un punto de la isla. Después de esos tres impactos, Rhaegal cae muerto al mar, ante la mirada atónita de su madre, quien a lomos de Drogon pudo huir del ataque.